# Мелани де Бјазио
Мелани де Бјазио (фр. Melanie de Biasio, Шарлроа, 12. јул 1978) белгијска је џез певачица.

## Биографија
Од детињства је похађала школу балета и часове флауте. Са дванаест година постала је члан „Ensemble de l’Harmonie de Charleroi“ с којим је провела месец дана на турнеји по Канади. Под утицајем гранџ бендова, а посебно Нирване, компоновала је песме са текстовима на енглеском језику. Свирала је у неколико бендова пре него што се придрижила џез-бенду Harmadik Fül trio.
Певала је и свирала флауту са неколико истакнутих белгијских музичара као што су Јан Де Хас и Мајкл Хер, а 2006. била је номинована за награду „Django d’Or“ у категорији младих талената
Први албум, A Stomach Is Burning, снимила је 2007, а критичке оцене су биле одличне. У априлу 2014. снимила је No Deal, свој други албум чији је звук под утицајем бендова Portishead, This Mortal Coil и џез певачица Нине Симон и Били Холидеј.